# Крутенькое (Мордовия)
Крутенькое — село Ковылкинского района Республики Мордовия в составе Краснопресненского сельского поселения. 

## География
Находится на расстоянии примерно 8 километров по прямой на север-северо-восток от районного центра города Ковылкино.

## Население
Постоянное население составляло 17 человек (русские 100%) в 2002 году, 13 в 2010 году .